# Star Trek: Deep Space Nine
Jornada nas Estrelas: Deep Space Nine é uma série de ficção científica americana que estreou em 1993, tendo sete temporadas, terminando em 1999. Com suas raízes no universo Jornada nas Estrelas criado por Gene Roddenberry, a série foi criada por Rick Berman e Michael Piller, atendendo a um pedido de Brandon Tartikoff, e produzido pela CBS Television Distribution.
Derivada de Jornada nas Estrelas: A Nova Geração, Deep Space Nine começou quando sua série irmã ainda estava no ar. Além disso, dois personagens de ANG, Miles O'Brien e Worf, se tornaram personagens principais em DS9.
Diferente de outras séries de Jornada nas Estrelas, Deep Space Nine se passa em uma estação espacial (a Deep Space Nine) e não em uma nave estelar, para não se ter duas séries com naves estelares ao mesmo tempo (apesar da nave estelar USS Defiant ter sido introduzida na terceira temporada, a estação continuou sendo o cenário principal). Isso fez com que os arcos de histórias e o aparecimento de personagens fossem mais verossímeis. O programa foi elogiado pelo seu bom desenvolvimento de personagens e suas histórias originais e complexas. A série também usou de temas sombrios, uma exploração menor do espaço e uma enfâse (nas últimas temporadas) em muitos aspectos da guerra.

## Premissa
Concebida em 1991, pouco antes da morte de Gene Roddenberry, Deep Space Nine se centra em uma antiga estação espacial Cardassiana. Depois dos Bajorianos terem se libertado da longa e brutal Ocupação Cardassiana, a Federação Unida dos Planetas é convidada pelo Governo Provisório Bajoriano a administritar conjuntamente a estação, que, originalmente, orbitava Bajor. A estação é renomeada Deep Space Nine.
De acordo com o co-criador Rick Berman, ele e Michael Piller tinham considerado fazer a série se passar em uma colônia planetária, porém acharam que uma estação espacial seria mais interessante para os espectadores e economizaria dinheiro necessário para filmagens no exterior. Entretanto, eles tinham a certeza que não queriam um programa que tivesse uma nave estelar, porque  A Nova Geração ainda estava em produção na época e, de acordo com Berman, "seria ridículo ter dois programas, dois elencos, dois conjuntos de personagens, que estavam indo aonde nenhum homem jamais esteve".
No piloto, a estação é movida para um recém descoberto buraco de minhoca bajoriano, permitindo acesso ao distante e não explorado Quadrante Gama. Rapidamente se torna um centro de exploração, troca interestelar, manobras políticas e conflito aberto.
DS9 contém mais arcos de história que duram vários episódios, ou até temporadas, do que suas séries precedentes. Seus antecessores tinham a tendência de restabelecer o status quo ante ao final de cada episódio, assim vários episódios poderiam ser exibidos em qualquer ordem sem afetar a história. Em Deep Space Nine, entretanto, não apenas os eventos de um episódio são referênciados e construídos em outros, como vários episódios seguidos terminam com um cliffhanger. Michael Piller acreditava que isso era uma das melhores qualidades da série, que as repercussões de episódios passados continuam no programa e os personagens são forçados a "aprender que ações possuem consequências". Essa tendência se tornou especialmente forte no final da série, ao ponto que o programa se tornou muito um seriado.
Ao contrário de A Nova Geração, conflitos interpessoais apareceram proeminentemente em DS9. Isso foi sugestão dos roteiristas de ANG, porque eles achavam que a proibição limitava suas capacidades de escrever e desenvolver histórias interessantes. Nas palavras de Piller, "pessoas que vêm de lugares diferentes, naturalmente têm conflitos".

## Produção

A estação espacial Deep Space 9.

Deep Space Nine foi a segunda série de Star Trek a usar computação gráfica para cenas exteriores, a primeira sendo Star Trek: Voyager, a partir de sua terceira temporada. Apesar de outras séries de televisão como SeaQuest DSV, Space: Above and Beyond e Babylon 5 já usarem computação gráfica exclusivamente para evitar os altos custos com filmagens de modelos, a franquia Star Trek continuou usando modelos para cenas exteriores, porque os produtores achavam que isso dava mais realismo. A DS9 começou a usar a Foundation Imaging e a Digital Muse em 1997 para os efeitos do Dominion ocupando a estação.  Entretanto, a estação Deep Space Nine continuou a ser um modelo físico pelos 7 anos da série, com exceção da cena final do último episódio. Em outubro de 2006 o modelo foi vendido por US$ 132.000 em um leilão.
A sequência de abertura foi modificada na época que Voyager estava para ser lançada, mais notavelmente pela introdução de inserções de construções feitas por CGI no exterior da estação, mais atividades de chegadas e partidas de naves estelares, além de mudanças no fundo estrelado. Junto com isso, a trompa que aparece proeminentemente no tema de abertura de Dennis McCarthy para acentuar a sensação de isolamento da estação, recebeu um conjunto de metais para criar uma atmosfera mais movimentada.
A USS Defiant foi a primeira nave estelar da franquia a ter um modelo em CGI usado regularmente durante a produção.

## Elenco
| Ator             | Personagem     | Posto                                                      | Aparições        | Espécie   | Patente                                                                   |
| ---------------- | -------------- | ---------------------------------------------------------- | ---------------- | --------- | ------------------------------------------------------------------------- |
| Avery Brooks     | Benjamin Sisko | Oficial Comandante                                         | Temporadas 1 a 7 | Humano    | Comandante (temporadas 1 a 3) Capitão (temporadas 4 a 7)                  |
| René Auberjonois | Odo            | Chefe de Segurança                                         | Temporadas 1 a 7 | Metamorfo | Comissário                                                                |
| Nicole de Boer   | Ezri Dax       | Conselheira                                                | 7ª Temporada     | Trill     | Alferes Tenente-Júnior                                                    |
| Michael Dorn     | Worf           | Oficial de Operações Estratégicas                          | Temporadas 4 a 7 | Klingon   | Tenente-Comandante                                                        |
| Terry Farrell    | Jadzia Dax     | Oficial Chefe de Ciências                                  | Temporadas 1 a 6 | Trill     | Tenente (temporadas 1 a 3) Tentente-Comandante (temporadas 4 a 6)         |
| Cirroc Lofton    | Jake Sisko     | Estudante (temporadas 1 a 5) Jornalista (temporadas 5 a 7) | Temporadas 1 a 7 | Humano    | Civil                                                                     |
| Colm Meaney      | Miles O'Brien  | Oficial Chefe de Operações                                 | Temporadas 1 a 7 | Humano    | Suboficial Chefe                                                          |
| Armin Shimerman  | Quark          | Dono de bar                                                | Temporadas 1 a 7 | Ferengi   | Civil                                                                     |
| Alexander Siddig | Julian Bashir  | Oficial Médico Chefe                                       | Temporadas 1 a 7 | Humano    | Tenente-Júnior (temporadas 1 a 3) Tenente (temporadas 4 a 7)              |
| Nana Visitor     | Kira Nerys     | Primeiro Oficial                                           | Temporadas 1 a 7 | Bajoriana | Major (temporadas 1 a 6) Comandante (7ª temporada) Coronel (7ª temporada) |
| Hana Hatae       | Molly O'Brien  |                                                            |                  |           |                                                                           |

### Personagens Recorrentes
Devido ao cenário do programa, uma estação espacial, ele possuiu uma rica variedade de personagens recorrentes. Não era incomum para um personagem "coadjuvante" ter um papel igual, ou maior, que um personagem principal em determinado episódio. Por exemplo, "The Wire" se foca quase que totalmente em Elim Garak, enquanto "Treachery, Faith and the Great River" se centra em Weyoun, com uma história sucundária centrada em Nog. "Its's Only a Paper Moon" apresenta Nog e o personagem de holodeque Vic Fontaine carregando a história.
Vários cardassianos figuram proeminentemente em Deep Space Nine, particularmente Gul Dukat, o vilão principal da série. Um personagem complexo, ele passa por várias transformações antes de se tornar mal e o arqui-inimigo de Sisko ao final da série. Um artigo no site StarTrek.com, site oficial da franquia, sobre os maiores vilões de Star Trek, descreveu Dukat como "possilvemente o mais complexo e desenvolvido vilão da história de Star Trek.
Elim Garak é o único cardassiano que permanece na estação depois que os bajorianos e a Federação tomam controle. Suspeito de ser um ex-agente da Ordem Obsidiana, a polícia secreta cardassiana, ele alega que é apenas um alfaiate. As habilidades de Garak e seus contatos em Cardassia provaram ser valiosos, e ele se torna uma figura importante na guerra contra os Dominion.
Damar é inicialmente o ajudante leal de Dukat. Ele se torna o novo líder da União Cardassiana quando Dukat fica emocionalmente comprometido, precipitado pela morte de sua filha nas mãos de Damar. Enquanto a Guerra dos Dominion progride, Damar fica cada vez mais insatisfeito com as relações entre Cardassia e os Dominion.  O ponto de mudança chega quando os Dominion formam uma aliança com os Breen e Cardassia fica com um papel secundário e marginalizado. Damar forma e lidera um levante contra os Dominion, tendo um papel vital em sua derrota.
Jeffrey Combs fez sua estreia em Star Trek e em DS9 com o alienígena de um episódio chamado Tiron, antes de escalado como o ferengi Brunt e o vorta Weyoun. Ele apareceria em 39 episódios de DS9, interpretando quatro personagens diferentes. Em "The Dogs of War" ele se tornou um dos poucos atores em Star Trek a interpretar dois personagens diferentes, Brunt e Weyoun, no mesmo episódio. Ele também apareceu em Star Trek: Enterprise como o comandante andoriano Shran. Ele é uma das poucas pessoas a aparecer em três das quatro séries modernas de Star Trek.
Além de Quark e seu irmão Rom, outros ferengis possuem papéis recorrentes, entre eles está sua mãe Ishka; que eventualmente cria uma revolução social em Ferenginar; o filho de Rom, Nog; o primeiro ferengi a entrar para a Frota Estelar; e Grande Nagus Zek; o líder dos ferengi.
O Império Klingon tem um papel mais significante em Deep Space Nine do que nas outras séries. Além de Worf, klingons recorrentes incluem o Chanceler Gowron, líder do Império até ser suplantado pelo General Martok durante a guerra. Kor, um personagem da série original, reaparece em três episódios. Um deles, "Blood Oath" o reúne com dois outros klingos da série original, Koloth e Kang.

## Histórias

### Bajor
No primeiro episódio, o Comandante Benjamin Sisko, junto com seu filho Jake, chegam em Deep Space Nine, uma estação espacial que pertencia aos cardassianos durante a ocupação de Bajor. Ele é designado para administrar a estação junto com os libertados bajorianos, para ajudá-los a entrar para a Federação. Sisko e Jadzia Dax encontram o primeiro buraco de minhoca estável já descoberto e também conhecem seus habitantes, que não estão ligados ao espaço e ao tempo. Para os religiosos bajorianos, os alienígenas do buraco de minhoca são seus deuses (os Profetas) e o buraco é o seu Templo Celestial, onde eles residem. Sisko é saudado como o Emissário dos Profetas.
Isso da a base para um longo arco de história. Sisko inicialmente considera seu papel como icône religioso com desconforto e ceticismo, referindo-se aos Profetas como "alienígenas do buraco de minhoca" e tenta manter suas funções como comandante da estação fora de suas obrigações religiosas, colocadas pelos bajorianos. Mais tarde, ele aceita mais seu papel e, no final da série, ele abertamente aceita. As implicações religiosas e políticas dos bajorianos e seus líderes espirituais também dão um arco central que dura até o final da série

### Os Maquis
Logo no início, a tripulação da estação tem de enfrentar o grupo de resistência chamado de Maquis. Com suas raízes no episódio da TNG "Journey's End". Os Maquis são o exemplo da exploração de temas sombrios: seus membros são cidadãos da Federação que pegam em armas contra Cardassia para defender seus lares, e alguns, como Calvin Hudson amigo de Sisko, são oficias da Frota Estelar. A saída do programa dos temas tradicionais de Star Trek pode ser vista em episódios como "For the Cause". Os Maquis também permitem que DS9 diretamente subvertem alguns dos ícones de Star Trek: Thomas Riker, duplicata de William T. Riker, é revelado em "Defiant" ser um membro dos Maquis, que acessa a estação se passando por William Riker.

### A Guerra dos Dominion
O episódio da segunda temporada, "Rules of Acquisition" marca a primeira menção aos Dominion, um império do Quadrante Gama, apesar de não serem totalmente apresentados até o final da segunda temporada, "The Jem'Hadar". São liderados pelos "Fundadores", uma raça de metamorfos, iguais a Odo. Eles foram antes perseguidos pelos não metamorfos e procuram impor "ordem" em qualquer um que os machuquem. Os Fundadores criaram duas raças geneticamente modificadas para servi-los: os vorta; diplomatas; e os Jem'Hadar; suas tropas. As duas raças veneram os Fundadores.
No começo da terceira temporada, com a ameaça de um ataque dos Dominion vindo do outro lado do buraco de minhoca, o Comandante Sisko retorna ao Quartel General da Frota Estelar na Terra com a USS Defiant, uma nave protótipo que foi construída para lutar contra os Borg. Ela permanece na Deep Space Nine até a sétima temporada, dando a possibilidade de novas histórias longe da estação. Com a terceira temporada, os roteiristas da completada Star Trek: The Next Generation começaram a trabalhar em DS9.
Os Dominions formam um aliança instável com os cardassianos na quinta temporada e ao final da mesma a guerra começa. Pela série, lealdades e alianças mudam rapidamente: pactos com os cardassianos são feitos, quebrados e refeitos; uma rápida guerra contra os klingons começa e é acertada; e os neutros romulanos se aliam a Federação. A última aliança é feita para tentar mudar o curso da guerra, porém acontece como resultado das ações dúbias de Sisko e Elim Garak, dando um exemplo da moralidade ambígua que prevalece em DS9.

### Seção 31
Um outro exemplo da natureza sombria de DS9 é a introdução da Seção 31, uma organização secreta dedicada a preservação do modo de vida da Federação a qualquer custo. O grupo, introduzido em "Inquisition", justifica suas ações fora da lei e táticas unilaterais como essenciais para a existência da Federação. A Seção 31 aparece proeminentemente em vários episódios da Guerra dos Dominion.

### Os Ferengis
Em Deep Space Nine os Ferengis não são mais os inimigos da Federação, são uma potência econômica cuja neutralidade é, na maioria das vezes, respeitada. Vários episódios exploram sua natureza capitalista, enquanto outros exploram suas normas sexistas. Diferente de suas aparições em A Nova Geração, onde eram mostrados como palhaços para propósitos cômicos, em DS9 eles recebem uma representação mais complexa, com a parceira do Grande Nagus, Ishka, liderando uma rebelião por direitos femininos em Ferengiar. Rom, irmão de Quark, lideram uma greve contra as condições de trabalho no bar de Quark. E Nog, melhor amigo de Jake Sisko, tem que lidar com as atitudes mais liberais da Frota Estelar para com as mulheres enquanto Jake tenta lidar com a cultura de seu amigo de modo respeitoso para não atrapalhar sua amizade. Nog depois consegue entrar para a Frota, o primeiro ferengi a fazer isso.

## Recepção

### Audiência
Apesar do número de espectadores de DS9 terem sido sólidos, nunca teve tanto sucesso quanto Star Trek: The Next Generation.  Entretanto teve melhores números que sua irmã Star Trek: Voyager. Um fator que contribuiu para isso foi o mercado lotado da sindicação, que dava aos espectadores várias opções (Babylon 5, Xena: Warrior Princess e Earth: Final Conflict). Outro fator foi a divulgação miníma que DS9 recebeu, já que a Paramount se focou em promover o programa de sua emissora, Voyager. Em 1995, a maioria das emissoras independentes se juntaram as grandes, e isso empurrou os programas da sindicação para horários menos favoráveis, prejudicando suas audiências.

### Crítica
Em sua 1ª temporada, Star Trek: Deep Space Nine teve recepção geralmente favorável por parte da crítica especializada. Com base de 14 avaliações profissionais, alcançou uma pontuação de 74% no Metacritic. Por votos dos usuários do site, atinge uma nota de 7.9, usada para avaliar a recepção do público.